# Manfred Rieker

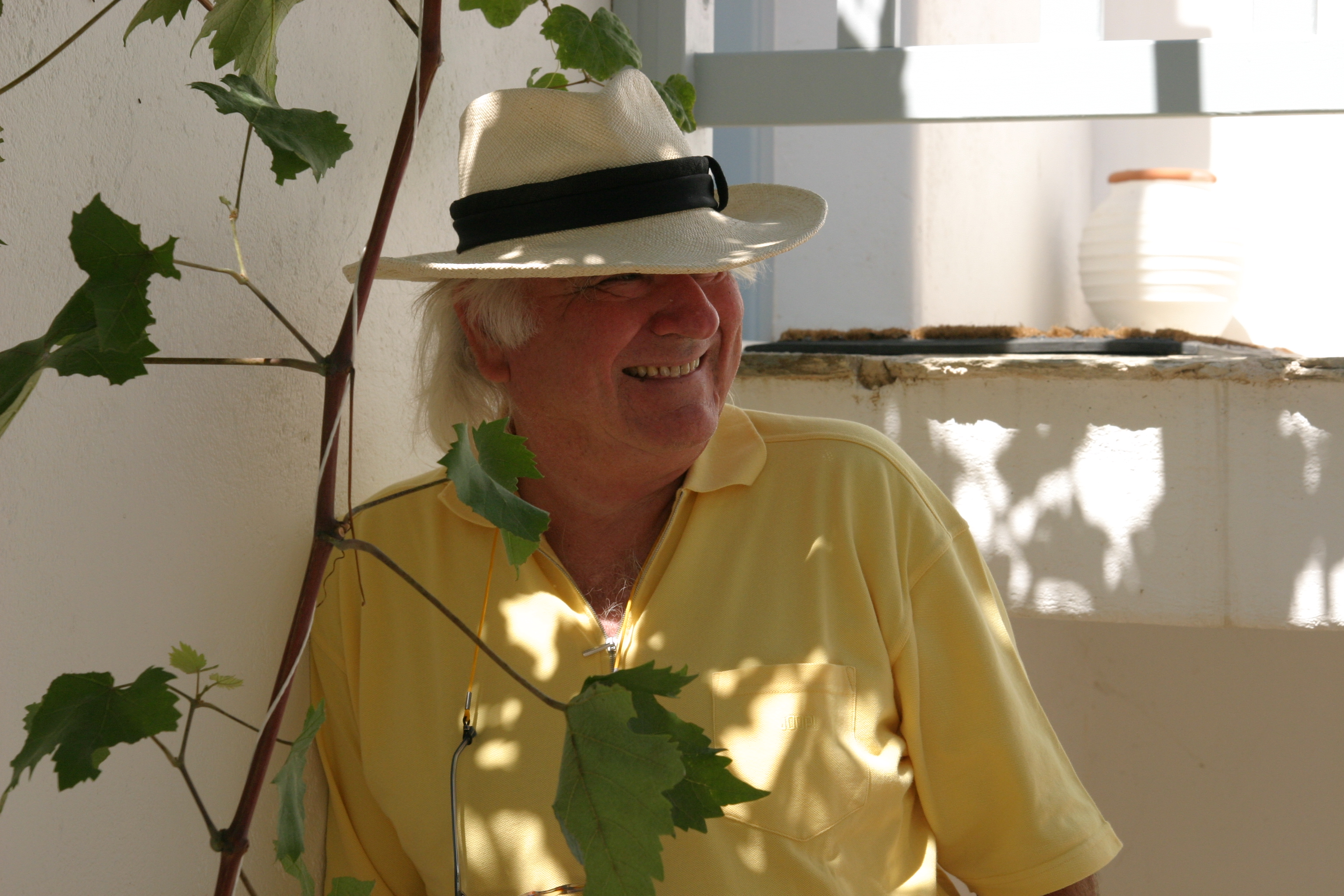
Manfred Rieker (2004)

Manfred Rieker (* 22. Dezember 1939 in Ihringshausen) ist ein deutscher Fotograf und Fotodesigner. Er wurde unter anderem durch seine Werbeaufnahmen in der Automobilindustrie, Möbel- und Unterhaltungsindustrie international bekannt.

## Leben
Manfred Rieker wurde 1939 in Ihringshausen in Nordhessen geboren. Im Alter von acht Jahren zog er mit seinen Eltern nach Stuttgart, die dort eine Bäckerei führten. Nach seiner Schulausbildung begann er 1954 eine Lehre als Schriftsetzer bei der Druckerei Haar in Stuttgart Ost und schloss diese drei Jahre später mit einer Gesellenprüfung ab. Im Anschluss arbeitete er dort zwei Jahre im Außendienst im Bereich Druckaufträge Akquise. Im Jahr 1961 wechselte Rieker zu der Firma Bosch und arbeitete dort zwei Jahre lang als Werbeassistent, bis er später stellvertretender Werbeleiter im Bereich Elektrofahrzeuge wurde.

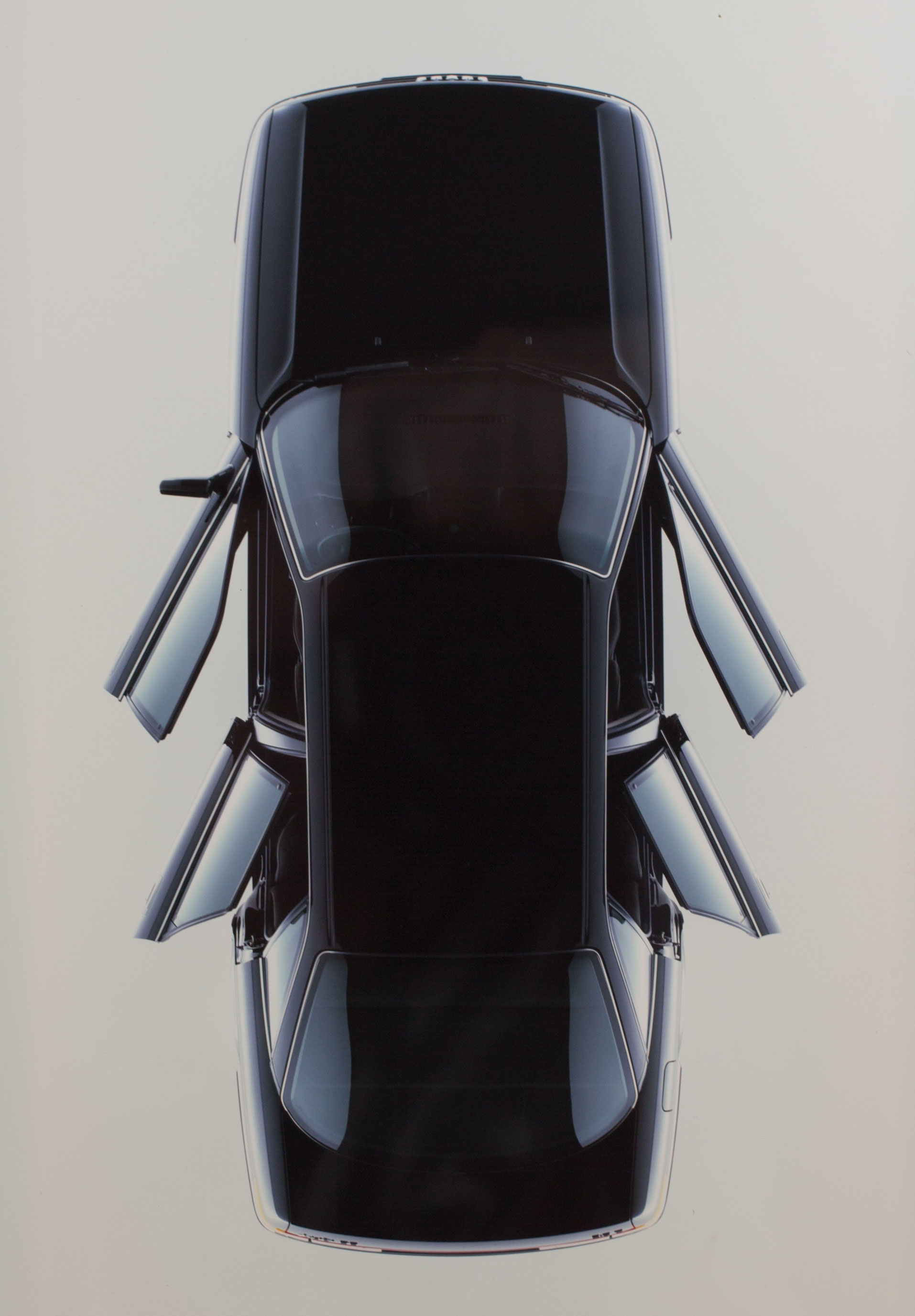
Arbeit für Audi

1969 machte sich Manfred Rieker schließlich als Werbefotograf selbstständig. In den vergangenen Jahrzehnten arbeitete er mit bekannten Unternehmen und Personen zusammen, wie zum Beispiel Kodak, Siemens, Zumtobel, IBM, Interstuhl oder dem Jazzmusiker Charly Antolini. Mit der Audi NSU Auto Union AG schloss er 1985 einen künstlerischen Exklusivvertrag ab.
1973 nahm ihn die Jury der BFF Berufsverband Freie Fotografen und Filmgestalter auf und erkannte ihn damit als freischaffenden Künstler an. Mittlerweile ist Rieker dort wieder ausgetreten. Außerdem ist er bis heute Mitglied des Art Directors Club Deutschland.
1972 eröffnete Rieker sein erstes Fotostudio in Magstadt bei Stuttgart. Im Jahr 1986 folgte das Outdoor Studio „Ilios Fotodesign“ im griechischen Porto Heli. Hier arbeitete er an zahlreichen Werbekampagnen oder -literatur u. a. für Mercedes-Benz, Porsche, Ergoline, Siemens, oder Bugatti. Dazu ließ er extra eine Rampe für Schwertransporter-Kräne zu der 1100 m² Fotoplattform bauen, die direkt am Meer lag. 2012 verkaufte Rieker das Objekt.
Heute lebt Manfred Rieker in Stuttgart. Sein Studio in Magstadt wurde unter anderem auch für Dreharbeiten genutzt. Zum Beispiel wurden hier die Kinoproduktion Kreuzweg der Sender SWR und Arte gedreht sowie der Oliver Hirschbiegel Film Elser – Er hätte die Welt verändert oder Teile der Vox-Serie Shopping Queen.

## Arbeitsweise
Manfred Rieker verwendete bei seinen Fotografien keine softwarebasierten Bildbearbeitungsprogramme. Er arbeitete mit Hilfe von direktem und indirektem Licht.
Für die Autokampagne mit Audi entwickelte Manfred Rieker ein eigenes Lichtkonzept sowie eine eigene Lichttechnik, die er nur für diesen Kunden einsetze. Unter anderem gehörten dazu spezielle Lichtwände.
Im Jahr 1990 kam es zu dem Kooperationsprojekt Lichtästhetik – Aufbruch in eine neue Dimension mit der Firma Zumtobel. Dabei ging es um den Einfluss des Lichts als vierte Dimension und seine Einwirkung auf verschiedene Objekte. Ziel des Experiment war es, künstliches und natürliches Licht in eine Harmonie zu bringen. Die Dimension des Leuchtenkörpers wird durch seine Lichtwirkung überspielt. Das Raumkonzept sollte folgenden Gesichtspunkten genügen: Aus einfachen Bauelementen, unterschiedliche, idealisierte Grundtypen, architektonischer Großraum-Planung zu realisieren. Diese Technik kann unter anderem in Museum, Konferenzraum, Kaufhaus, Flughafenhalle angewandt werden.

## Werke und Auszeichnungen
- Carts[21]

Auszeichnungen

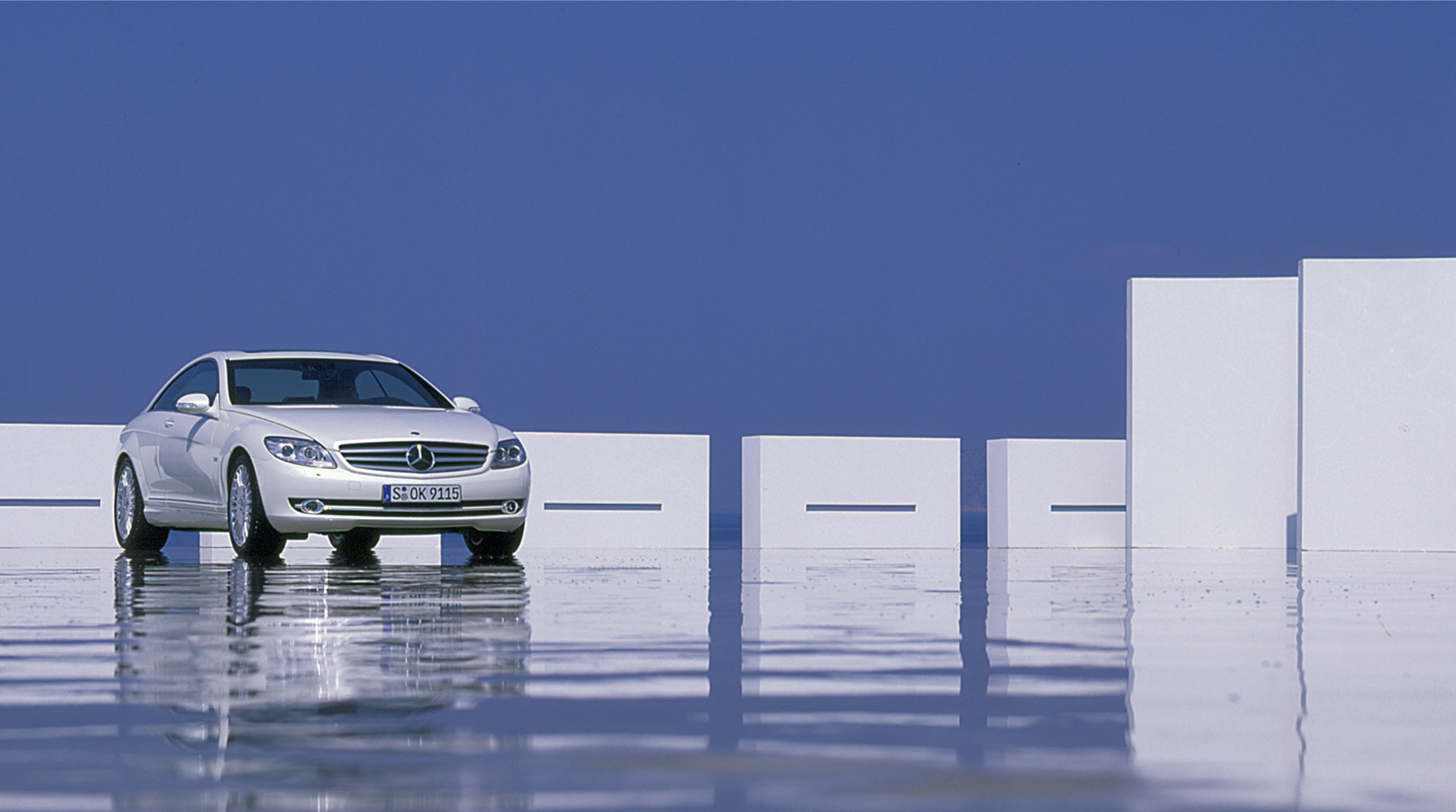
Arbeit für Daimler AG

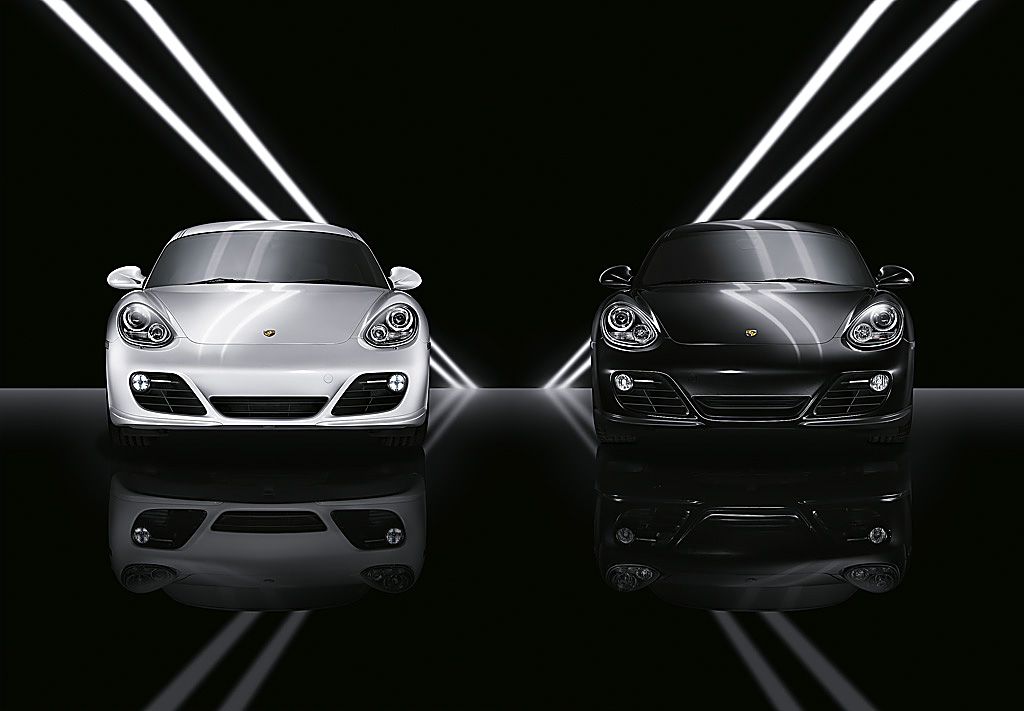
Arbeit für Porsche

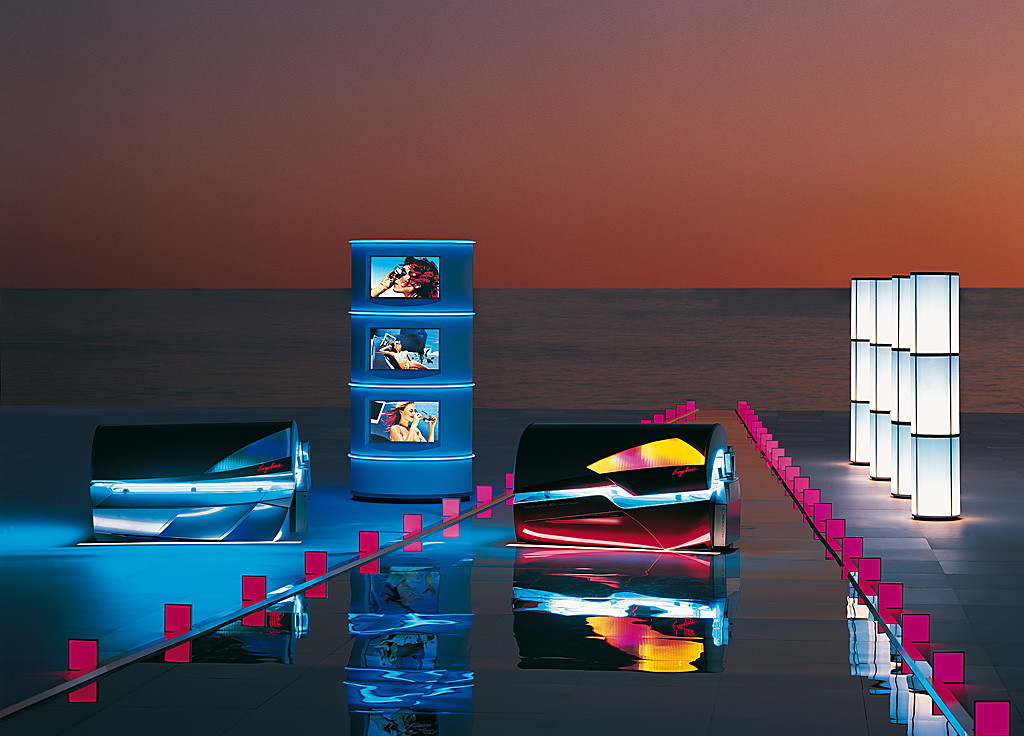
Arbeit für Ergoline

- 1982 1. Preis „Etoiles et Calandres, Support de L’imaginaire“ Daimler-Benz France
- 1982 Nomina di Accademico Benemerito von Accademia Internazionale dell’Arte Fotografica
- 1983 Silbermedaille von Art Directors Club für „Die Audi-Plakate 1983“
- 1983 Bronzemedaille von Art Directors Club für „Die Audi-Kampgane 1983“
- 1983 Mercedes-Benz France Fotowettbewerb Sieger „Für den Besten für Manfred Rieker“
- 1984 1. Preis Kodak Farbfotokalenderpreis für „Perspektiven ’84“
- 1985 Kodak Farbfotokalenderpreis 1985 für „Roadmaster“
- 1985 Silver Award von Audi AG Ingolstadt
- 1985 „Anerkennenswert“ Werbekalender im Landesgewerbeamt Baden-Württemberg für „Roadmaster“
- 1985 International Advertising Award „Technical Literature“ von ICIT
- 1986 Audi Kampagne Fotografie
- 1986 Audi Kalender
- 1987 Audi Oldtimer Kalender
- 1988 Silver Award Japan für Fotografie

## Mitgliedschaften
- 1973–2014 Mitglied bei BFF (Berufsverband Freier Fotografen und Filmgestalter e.V.)[13]
- seit 1984 Mitglied bei ADC Art Directors Club Deutschland[1]

## Ausstellungen
- 2006 ‚BFF-Ikonen‘ – ZeitBlicke aus sechs Jahrzehnten. BFF-Ausstellungen in Köln »visual gallery at photokina 2006« (Gruppenausstellung)[22]
- 2007 Fotosommer Stuttgart 2007 – ‚BFF-Ikonen‘ – ZeitBlicke aus sieben Jahrzehnten. Haus der Wirtschaft Baden-Württemberg (Gruppenausstellung)[23]
- 2011 Ein Bild von einem Auto – Mercedes-Benz im Fokus bedeutender Fotografen. Galerie der Stadt Sindelfingen (Gruppenausstellung)[24]
- 2014 CART. Galerie Manfred Rieker, Heilbronn (Einzelausstellung)[21]

## Publikationen
- The German photographic annual. W. Strache., 1977, S. 224 (books.google.com).
- ZOOM – Magazin für kreative und angewandte Fotografie. Heft, Nr. 12. Laterna magica Verlag, 1981, S. 98.
- Der Fotograf Manfred Rieker entwickelte eine neue Form der Auto-Fotografie. In: Auto Motor und Sport. Juli 1984, S. 236 (download.auto-motor-und-sport.de [PDF; abgerufen am 29. Februar 2016]).
- Design. Clio Press, 1984, ISBN 978-0-903450-80-5, S. 21 (books.google.com).
- Art Directors Annual. Band 64. ADC Publications, 1985 (books.google.com).
- MD. Moebel interior design. Konradin-Verlag Robert Kohlhammer., 1985, S. 7 (books.google.de).
- Hans Wichmann, Neue Sammlung, Staatliches Museum für Angewandte Kunst (Bavaria Germany): Industrial design, Unikate, Serienerzeugnisse: die Neue Sammlung, ein neuer Museumstyp des 20. Jahrhunderts. Prestel, 1985, ISBN 3-7913-0684-7, S. 374, 381, 383 (books.google.com).
- Fotomagazin. Nr. 7–12. Heering-Verlag., 1985, S. 123 (books.google.com).
- Walter Herdeg: Photographis. Graphis Press, 1986 (books.google.com).
- Form – Zeitschrift für Gestaltung 117/1987. B+W-Collection Objektmöbel Serie 90, form Frankfurt a. M., 1987.
- Graphis: International Journal for Graphic and Applied Art. Band 44, Nr. 253–258. Amstutz and Herdeg., 1988 (books.google.com).
- B. Martin Pedersen: Graphis Photo. Graphis Press Corporation, 1. Januar 1988, S. 292 (books.google.com).
- Günter Krauss: Stuttgarter Fotografen sehen Schmuck von Günter Krauss. Selbstverlag, o. O. (Stuttgart) – (zvab.com – Kartoniert, Signatur des Verfassers – Antiquariat Tautenhahn).
- Architecture intérieure-Créé. Société d'édition et de presse, 1990, S. 171 (books.google.com).
- Archithese. Niggli, 1990, S. 90 (books.google.de).
- Coop Himmelblau: 6 projects for 4 cities. Jürgen Häusser, 1990, S. 52 (books.google.com).
- Society of Publication Designe: The Society of Publication Designers 24th Publication Design Annual. Watson-Guptill Publications, Incorporated, 1990, ISBN 0-8230-6048-9, S. 32 (books.google.de).
- Gio Ponti: Domus. Nr. 713–715, 1990 (books.google.com).
- Werk, Bauen+ Wohnen. Band 77. Verlegergemeinschaft Werk, Bauen + Wohnen, 1990, S. 88 (books.google.com).
- Lorenz Häfliger: Beiträge der Schweiz zur Technik: schweizerische Erfindungen von internationaler Bedeutung : Festschrift zum Jubiläum 700 Jahre Eidgenossenschaft (= Alte Forscher – aktuell. Band 4). Olynthus-Verlag, 1991, ISBN 3-907175-17-4, S. 111 (books.google.com).
- Modo. Band 133–137. R.D.E. Ricerche Design, 1991, S. 41 (books.google.com).
- Manfred Schmalriede, Norbert Waning: What Germans wanted: 30 years of photography in Germany : 30 years of the BFF. Distributed Art Pub Incorporated, 1999, S. 59 (books.google.com).
- lightlife! installation Das Infomagazin für Elektroinstallateure in Österreich. September 2006.
- Manfred Rieker Studio – Hamburg [Germany] – Cars & Landscape Photography. In: Production Paradise (Hrsg.): Spotlight magazine. Nr. 2, Juli 2007 (productionparadise.com [abgerufen am 29. Februar 2016]).
- Architecture Preview: April 2009, S. 15.
- Issuu (Hrsg.): eLFORUM Fachzeitschrift für Elektronik und Elektrotechnik. 9. Juni 2009, S. 17 (issuu.com [abgerufen am 29. Februar 2016]).
- cars & landscape photography Mercedes GL, Porsche Boxster, Spyder. In: Production Paradise (Hrsg.): Spotlight magazine. April 2010 (productionparadise.com [abgerufen am 29. Februar 2016]).
- Mercedes B-Class – Porsche models, including the Panamera. In: Production Paradise (Hrsg.): Spotlight magazine. Oktober 2011 (productionparadise.com [abgerufen am 29. Februar 2016]).
- autoSTIMME: IAA 2011 “Für jeden Geschmack das Passende”. 21. September 2011, Titelblatt und S. 12 (Presse | Manfred Rieker Studio. In: ilios-fotodesign.com. Abgerufen am 29. Februar 2016.).
- LEDs control light. In: Issuu (Hrsg.): Kap Magazin #4. November 2009, S. 37 (issuu.com [abgerufen am 29. Februar 2016]).
- PORSCHE BOXTER 981 CATALOG. In: lebook.com. Abgerufen am 29. Februar 2016.
- silver calendar 2012. In: www2.interstuhl.com. Abgerufen am 29. Februar 2016 (Insterstuhl: Kalender, Datei: Monat Mai, 2012).
- Die Kunst der Kommunikation: Analysen und Strategien, Bild 6[25]
- Kohl – Desiro: Bild 4[25]
- Wunderkind: Werbekampagne Bild 23[25]